# Sádek (okres Příbram)
Sádek (německy Sadek) je obec v okrese Příbram ve Středočeském kraji, asi 5 km severně od Příbrami. Žije zde 229 obyvatel.

## Historie
První písemná zmínka o Sádku je z roku 1390.

## Obecní správa

### Části obce
- Sádek (k. ú. Sádek a Sádek v Brdech)

K obci patří také samota Hůrky.
Sousedními obcemi sídla jsou Lhota u Příbramě, Bratkovice a Drahlín.
V souvislosti se zánikem vojenského újezdu Brdy bylo k 1. lednu 2016 k obci připojeno katastrální území Sádek v Brdech, které vzniklo k 10. únoru 2014. Toto území má rozlohu 2,349 958 km² a je zde evidováno 0 budov a 0 obyvatel.

### Územněsprávní začlenění
Dějiny územněsprávního začleňování zahrnují období od roku 1850 do současnosti. V chronologickém přehledu je uvedena územně administrativní příslušnost obce v roce, kdy ke změně došlo:
- 1850 země česká, kraj Praha, politický i soudní okres Příbram[6]
- 1855 země česká, kraj Praha, soudní okres Příbram
- 1868 země česká, politický i soudní okres Příbram
- 1939 země česká, Oberlandrat Tábor, politický i soudní okres Příbram[7]
- 1942 země česká, Oberlandrat Praha, politický i soudní okres Příbram[8]
- 1945 země česká, správní i soudní okres Příbram[9]
- 1949 Pražský kraj, okres Příbram[10]
- 1960 Středočeský kraj, okres Příbram
- 2003 Středočeský kraj, okres Příbram, obec s rozšířenou působností Příbram

### Starostové a předsedové
- Josef Brůček (1903–1906)
- Vojtěch Kolář (1906–1919)
- Antonín Puchmajer (1919–1923)
- Emanuel Havlík (1923–?)
- Josef Vokurka
- Václav Černohorský
- Alois Endršt
- Václav Černohorský
- Eduard Simmer
- Ladislav Medal (?–1976)
- Josef Král (1976–1990)
- Josef Král (1990–2002)
- Josef Král/Josef Škvára (2002–2006)
- Josef Škvára (2006–2010)
- Jiří Kufa (2010–2014)
- Karel Brůček (2014–dosud)

## Doprava

### Dopravní síť
Do obce vedou silnice III. třídy. Železniční trať ani stanice či zastávka na území obce nejsou.

### Autobusová doprava 2024
Autobusovou dopravu v obci Sádek zajišťuje společnost Arriva Střední Čechy. Obec je součástí Pražské integrované dopravy (PID). V obci se nachází zastávka Sádek. Obcí prochází autobusová linka 504 a obec je také výchozí nebo konečnou pro linku 512. Linka 504 spojuje Příbram se Lhotou u Příbramě, Obecnicí, Drahlínem, Sádkem, Bratkovicemi a Hlubošem. Linka 512 spojuje Sádek s Drahlínem, Obecnicí, Osečí, Podlesím a Příbramí.

## Turistika
Obcí vede cyklotrasa č. 302 Dolní Líšnice - Příbram - Sádek - Jince - Hořovice.